# Skiten
Skiten (dialektalt Skitin) är ett skär i Malax i Österbotten. På skäret finns en raststuga som underhålls av Petalax Båt- och Navigationsklubb i samverkan med andra föreningar i byn Petalax.
Skitens area är 1,1 hektar och dess största längd är 200 meter i nord-sydlig riktning.
På Skiten finns även en hjälpfyr med karaktären Fl Y 3s.